# 檜山甘氏
檜山甘氏（フェサンガムし、朝鮮語: 회산감씨）は、朝鮮の氏族の一つ。本貫は慶尚南道昌原市である。2015年調査では、2,277人である（同系列の昌原甘氏は3,318人、合浦甘氏は7人）。
始祖の甘揆は、中国・元の翰林学士であり、1349年に魯国公主が恭愍王に降嫁される時に師父として高麗に入国した。
甘揆の16代子孫の甘喆が金紫光禄大夫に任命され、檜山君に封ぜられたことから檜山を本貫にして檜山甘氏を創始した。